# Palaeaspilates quieta
Palaeaspilates quieta är en fjärilsart som beskrevs av Swinhoe 1885. Palaeaspilates quieta ingår i släktet Palaeaspilates och familjen mätare. Inga underarter finns listade i Catalogue of Life.